# Szecsuani bors
A szecsuani bors (Zanthoxylum bungeanum) a rutafélék családjába tartozó fűszernövény; álbors.

## Fűszerként
A termés kínai vagy ánizsborsként is ismert. Betakarításakor piros, a napon szárítás közben azonban megbarnul. Belsejében fekete mag van, ezt általában eltávolítják, mert kesernyés. Íze, köszönhetően a sanshool vegyületeknek, csípős, aromája citrusos, gyantás. Hangsúlyos eleme a szecsuani konyhának, használják wokban készült ételekhez, tofuhoz, levesekhez, húsételekhez.